# چارلز ریس
چارلز ریس (انگلیسی: Charles Rees; ۱۵ اکتبر ۱۹۲۷ – ۲۱ سپتامبر ۲۰۰۶) شیمدان آلی اهل بریتانیا بود. ریس از سال ۱۹۹۲ به مدت دو سال ریاست انجمن سلطنتی شیمی بریتانیا را بر عهده داشت.
وی همچنین برندهٔ جوایزی همچون همکار انجمن سلطنتی شده‌است.